# Matsumurama euonymi
Matsumurama euonymi är en insektsart som beskrevs av Thapa 1989. Matsumurama euonymi ingår i släktet Matsumurama och familjen dvärgstritar. Inga underarter finns listade i Catalogue of Life.